# リザ・トムゼン
リザ・トムゼン（Lisa Thomsen、女性、1985年8月20日 - ）は、ドイツの元バレーボール選手。アーヘン出身。元ドイツ代表。

## 来歴
2009年、ドイツ代表に初選出される。同年9月の欧州選手権で代表デビューした。2010年の世界選手権、2011年のワールドカップはレシーバーでの出場であった。
2013年、地元で開催された欧州選手権で銀メダルを獲得した。
2020年からブンデスリーガのUSC Münsterで監督を務めている。

## 球歴
- 世界選手権 - 2010年（7位）
- ワールドカップ - 2011年（6位）
- 欧州選手権 - 2009年（4位）、2011年（2位）、2013年（2位）
- ワールドグランプリ - 2013年（11位）

## 所属クラブ
- Bayer Leverkusen（2003-2006年）
- USC Münster（2006-2009年）
- シュヴェリーンSC（2009-2013年）
- アゼリョル・バクー（2013-2015年）
- アリアンツ MTV シュトゥットガルト（2015-2017年）
- Turnverein Gladbeck（2017年）
- USC Münster（2017-2019年）